# Formica fuscescens
Formica fuscescens är en myrart som beskrevs av Gmelin 1790. Formica fuscescens ingår i släktet Formica och familjen myror. Inga underarter finns listade i Catalogue of Life.